# ميدان إسكندر بك
```
ميدان إسكندر بك
 
(
بالألبانية
: Sheshi Skënderbej)
 هو الساحة الرئيسية في وسط 
تيرانا
، 
ألبانيا
. تم تسمية الميدان باسم البطل الوطني الألباني 
إسكندر بك
 . المساحة الإجمالية حوالي 40.000 
متر مربع
. يتوسط 
تمثال إسكندر بك
 الساحة.
```

خلال الغزو الإيطالي لألبانيا، تم تصميم خطة مدينة تيرانا من قبل فلوريستانو دي فاوستو وأرماندو براسيني بأسلوب عصر النهضة الجديدة.
العديد من المباني موجودة في ميدان إسكندر بك، بما في ذلك فندق تيرانا الدولي، وقصر الثقافة، والأوبرا الوطنية، والمكتبة الوطنية، والبنك الوطني، ومسجد أدهم باي، وبرج الساعة، وقاعة المدينة، ووزارة البنية التحتية، ووزارة الزراعة، ووزارة الاقتصاد، ووزارة الطاقة والمتحف التاريخي الوطني.

## التاريخ
في عام 1917، بنى النمساويون ساحة عامة في المكان الذي يوجد فيه ميدان إسكندر بك في الوقت الحالي. بعد أن أصبحت تيرانا العاصمة في عام 1920، وازداد عدد السكان، تم التخطيط لتجديد بناء للمدينة. خلال فترة الملكية الألبانية من عام 1928 إلى عام 1939، كانت الساحة تتكون من عدد من المباني التي تم تفجيرها في نهاية المطاف خلال الفترة الشيوعية. كانت الساحة مكونة من دوار مع نافورة في المنتصف. أقيم تمثال لجوزيف ستالين، في المكان الذي يوجد فيه اليوم تمثال إسكندر بك. إلى جانب بناء العناصر الجديدة المذكورة أعلاه خلال الشيوعية، نصب تمثال زعيم ألبانيا إنفر خوجا في المساحة بين المتحف التاريخي الوطني والبنك الوطني . بعد سقوط الشيوعية في عام 1991، يتم إزالة التمثال بعد مظاهرات قام بها الطلاب. منذ يونيو 2017، تم تجديد الساحة وهي الآن جزء من أكبر منطقة للمشاة في البلقان. حصل هذا التجديد على الجائزة الأوروبية للمساحات العامة الحضرية في عام 2018. كما حصل على الجائزة الثانية للعمارة المعاصرة لعام 2019 من قبل الاتحاد الأوروبي. 

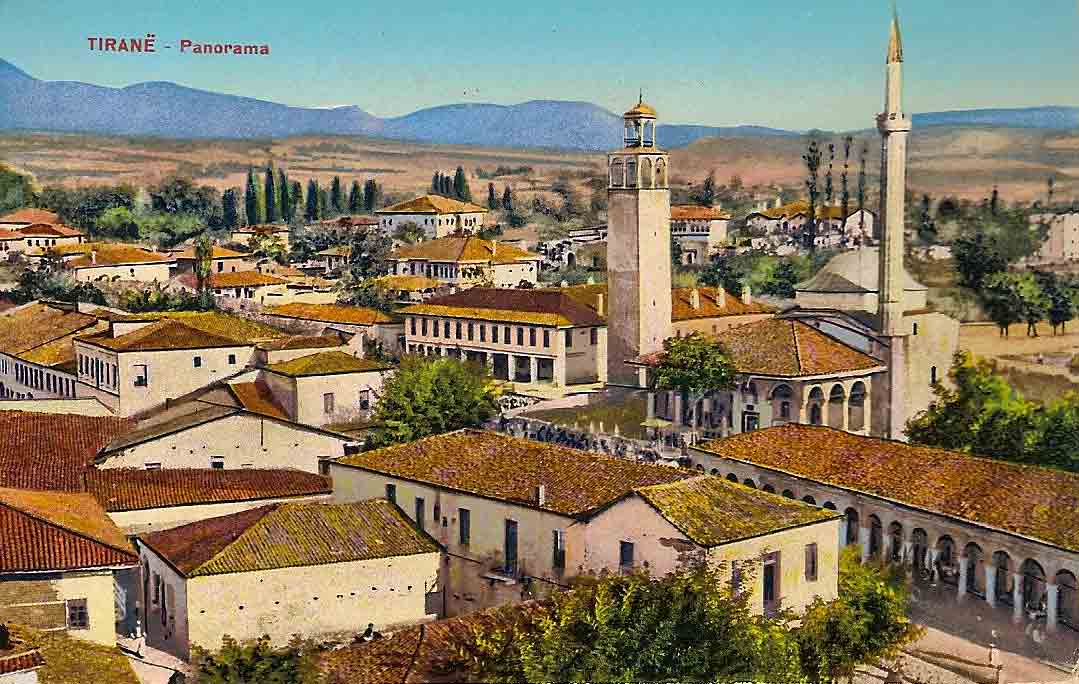
1923
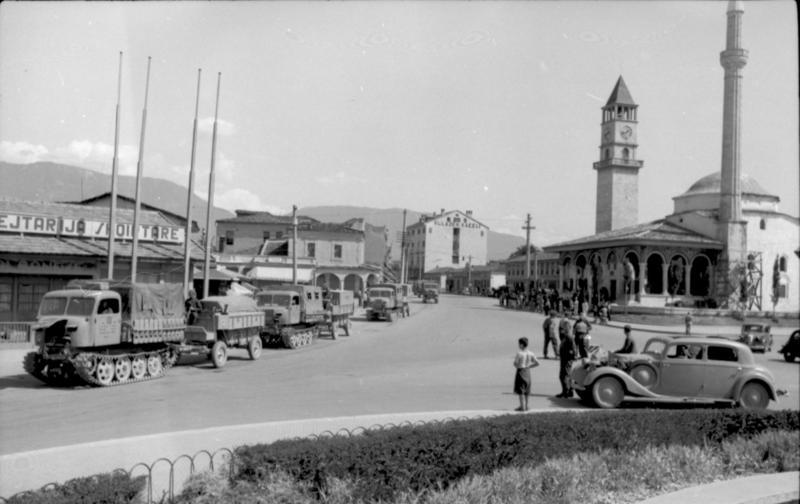
1943
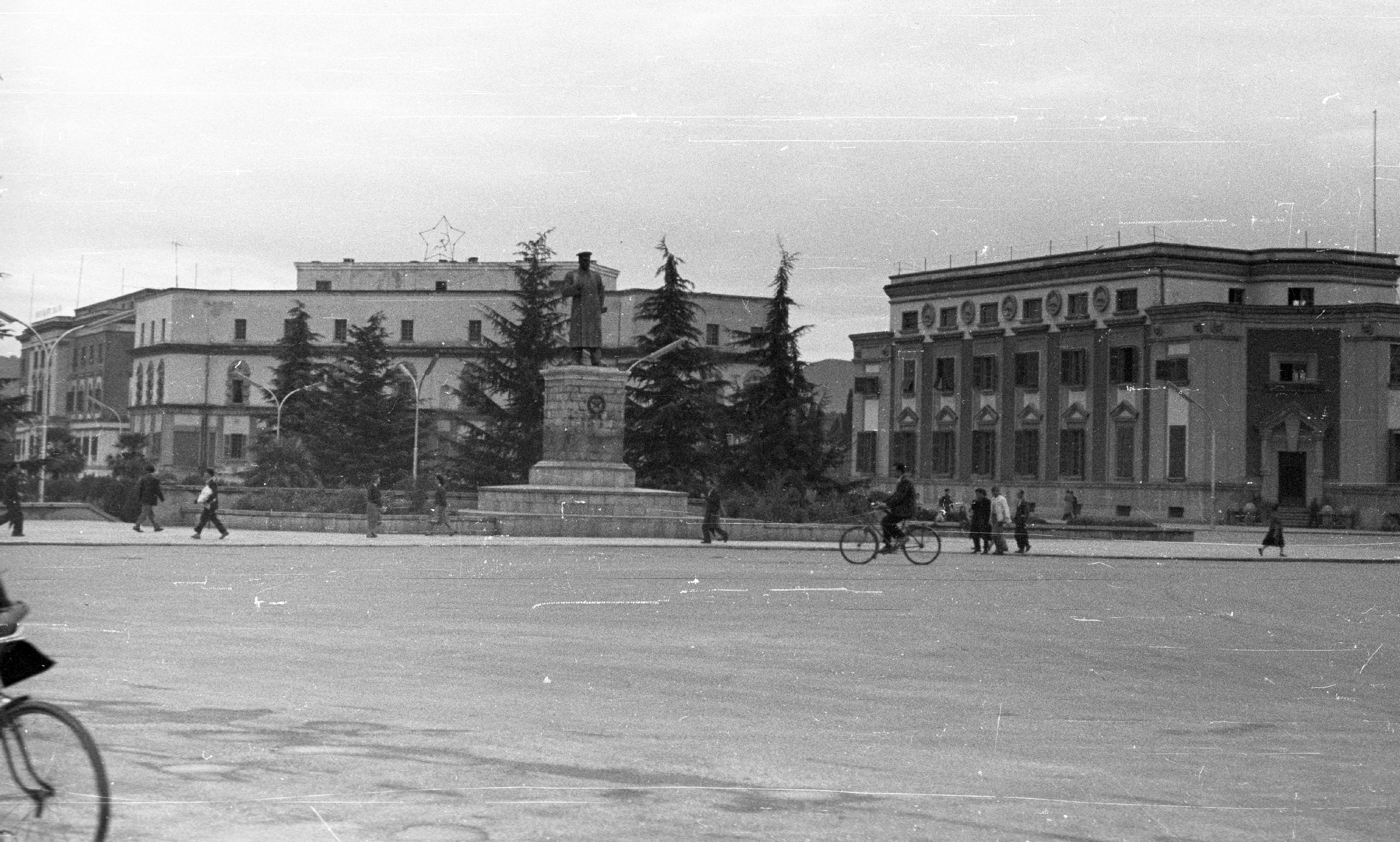
1963
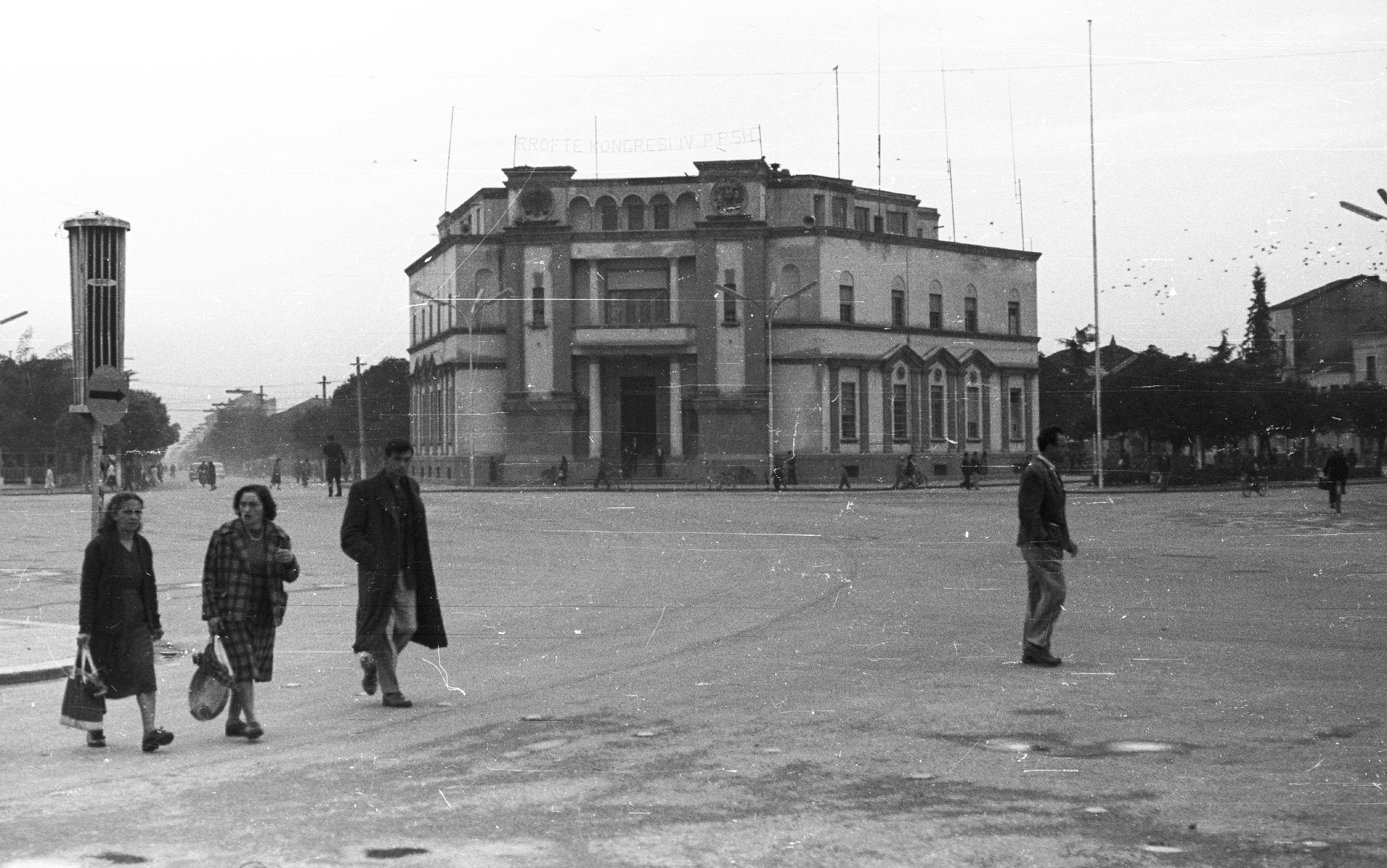
1963
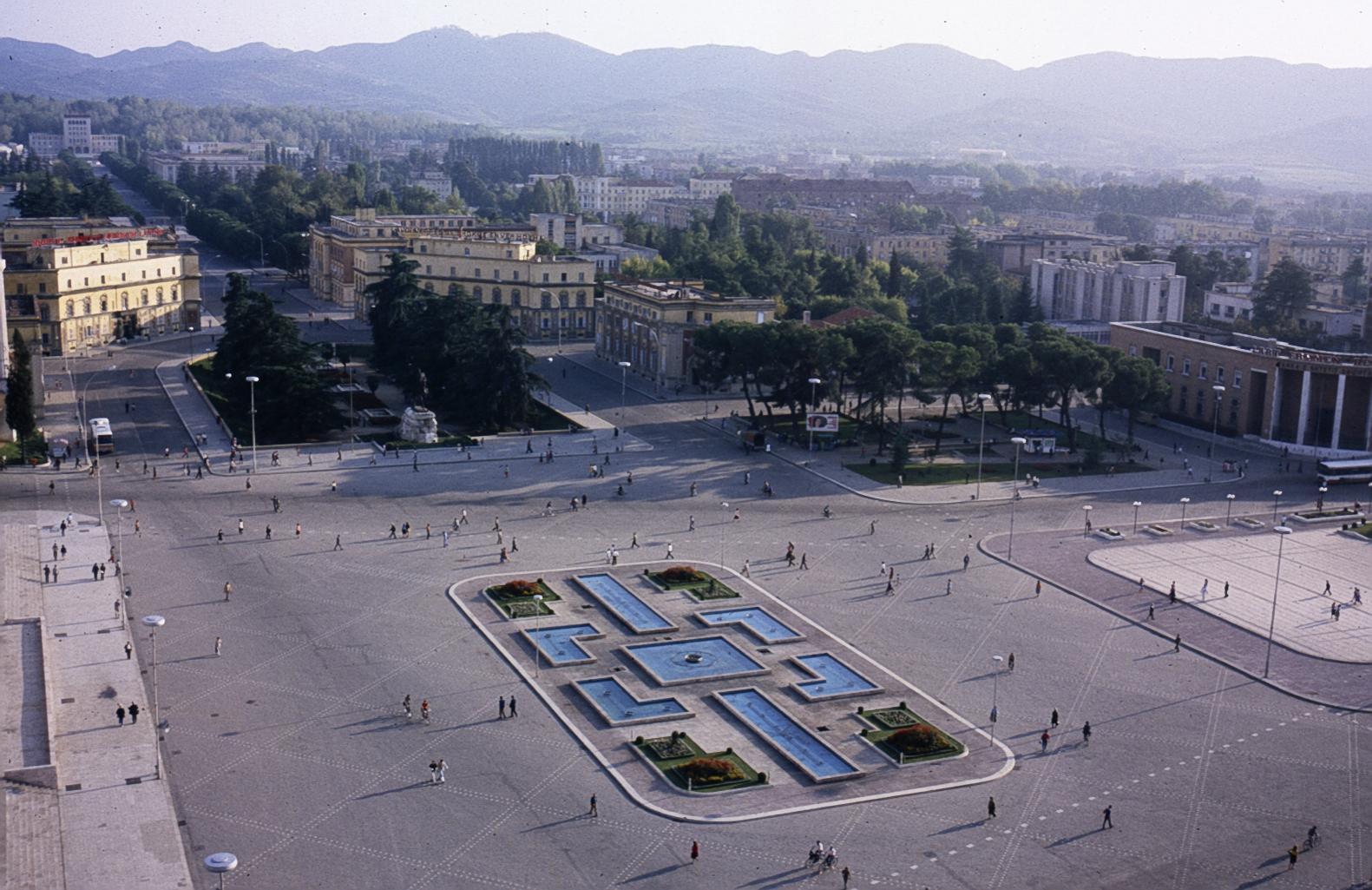
1988
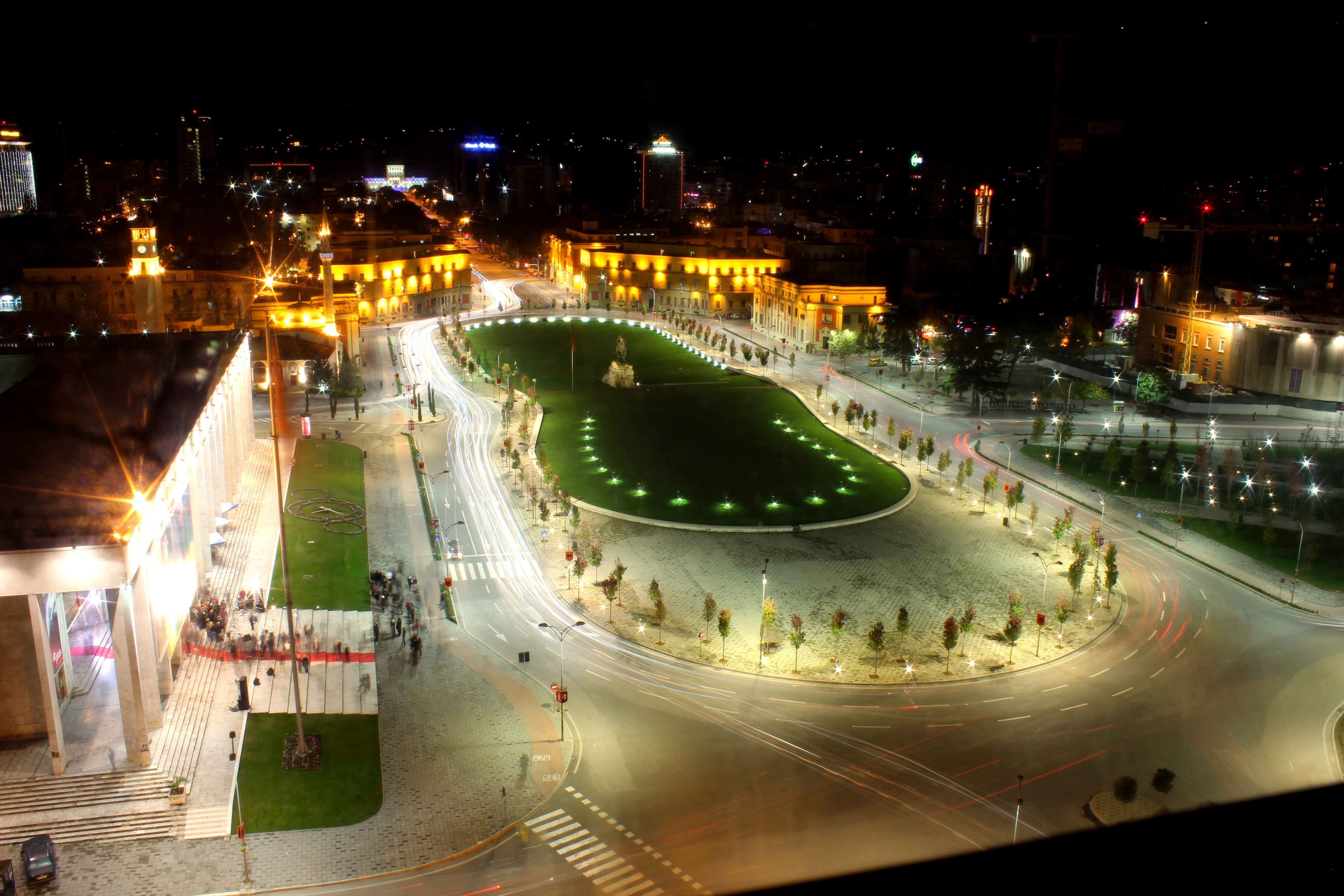
2012
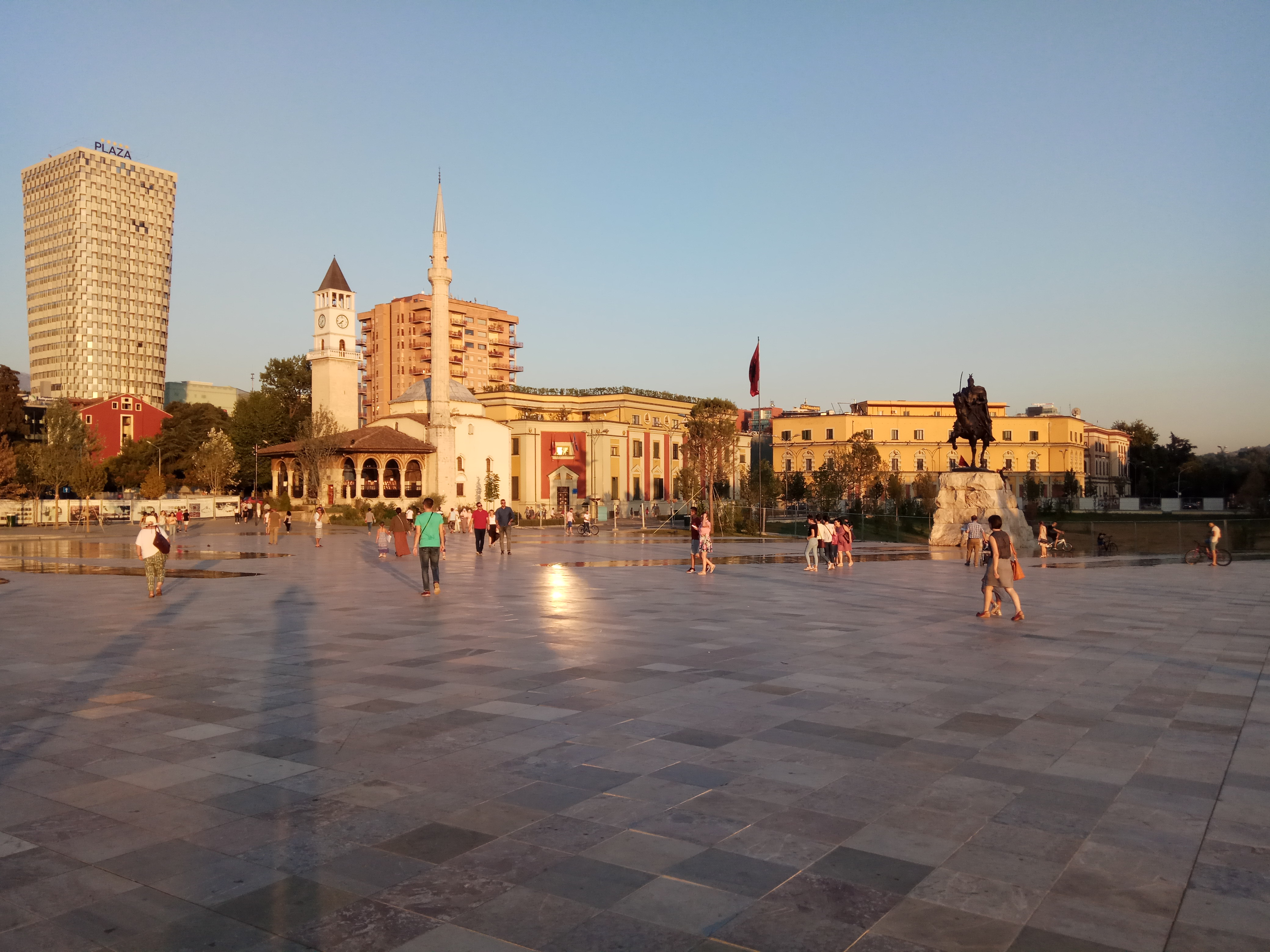
2018

## معرض صور

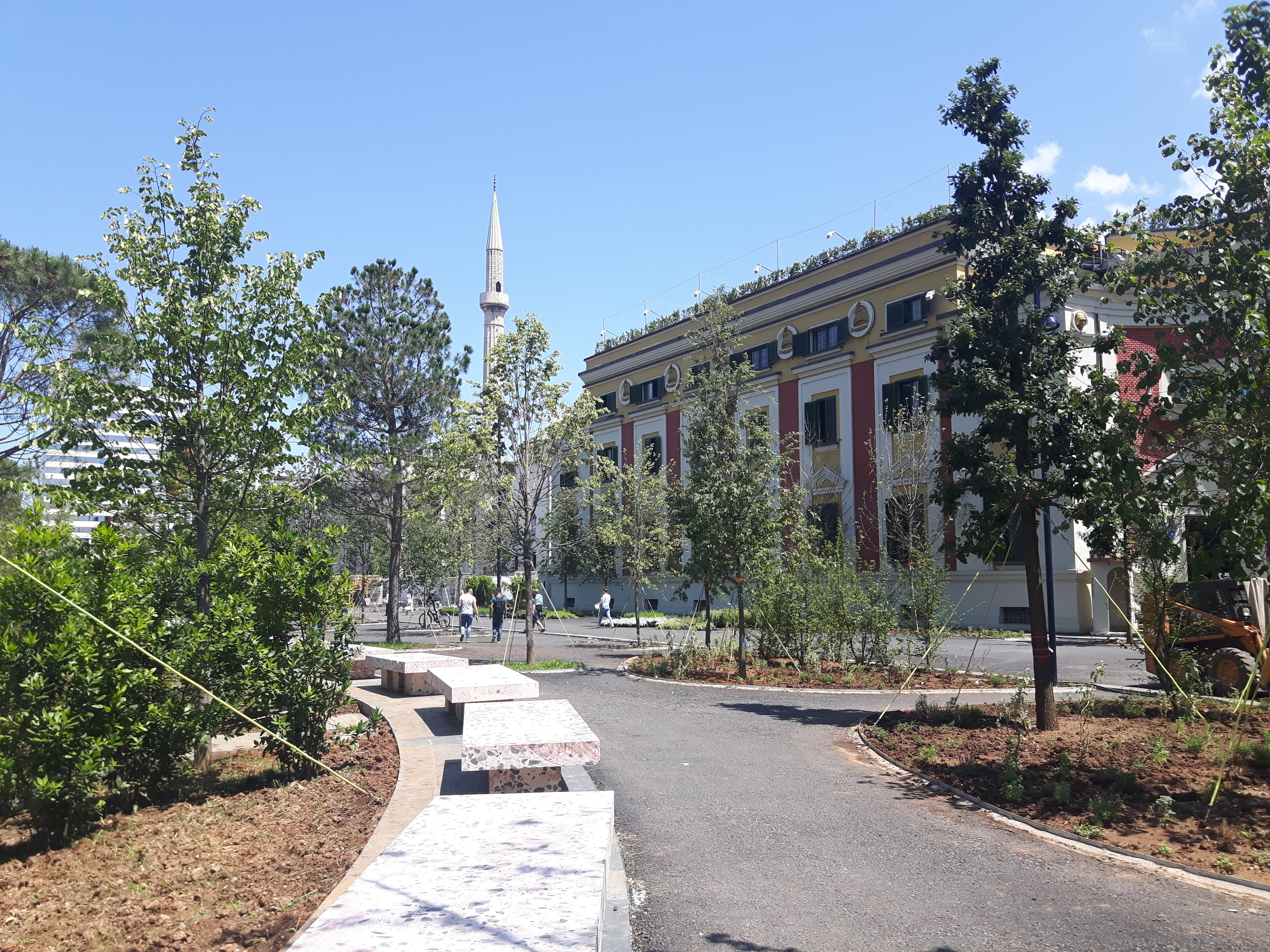
مبنى مجلس المدينة
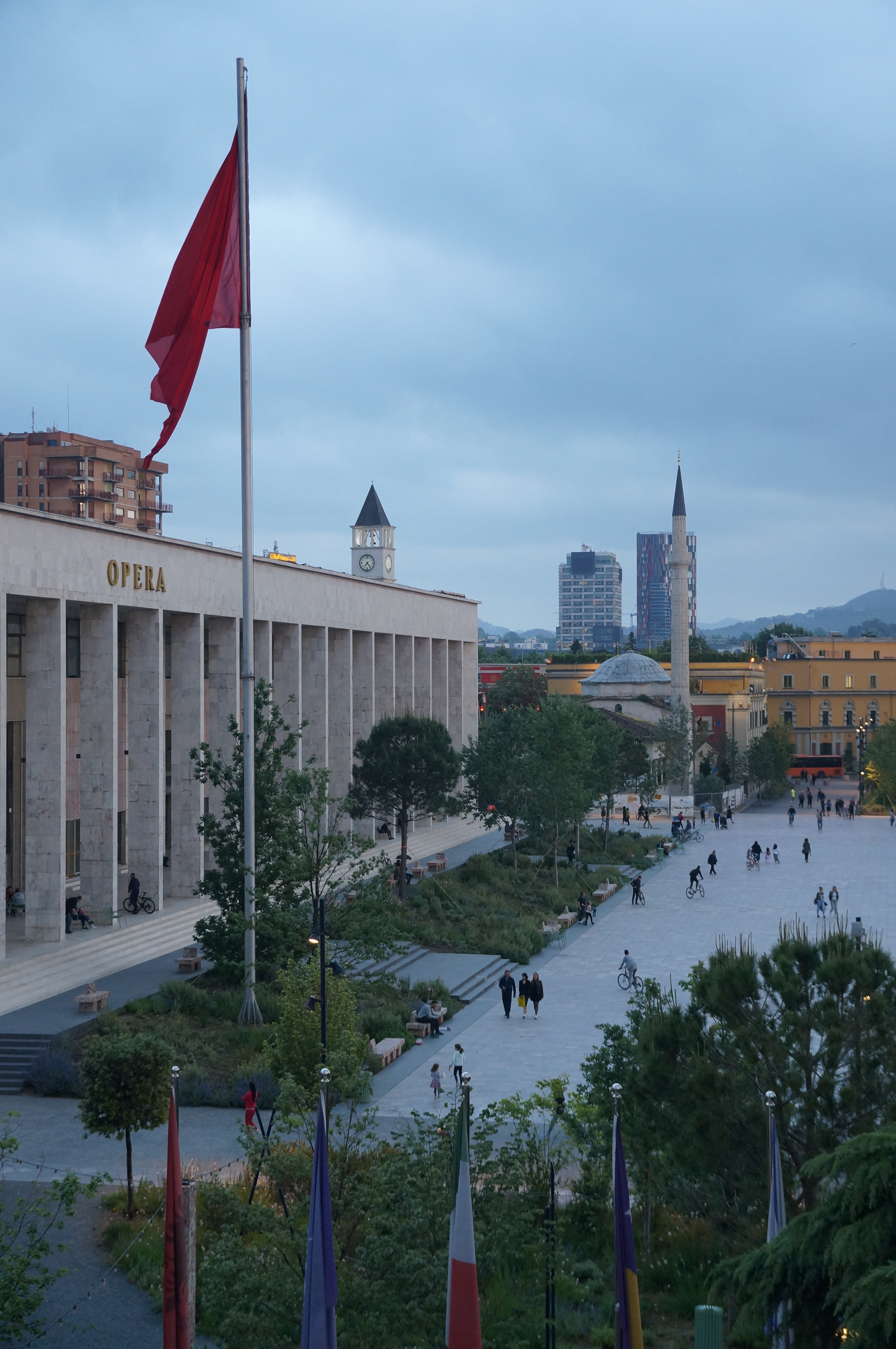
قصر الثقافة
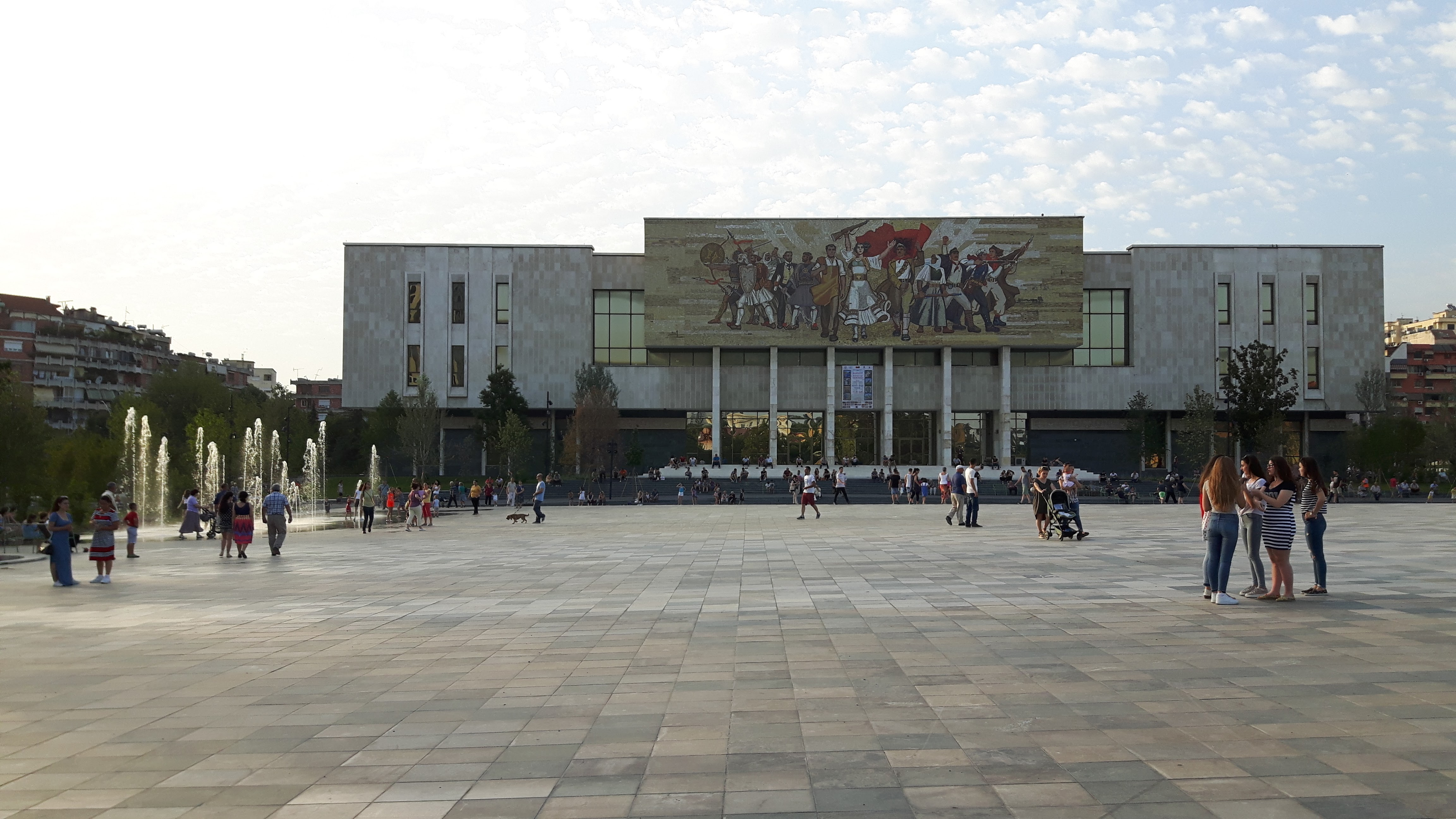
متحف التاريخ الوطني
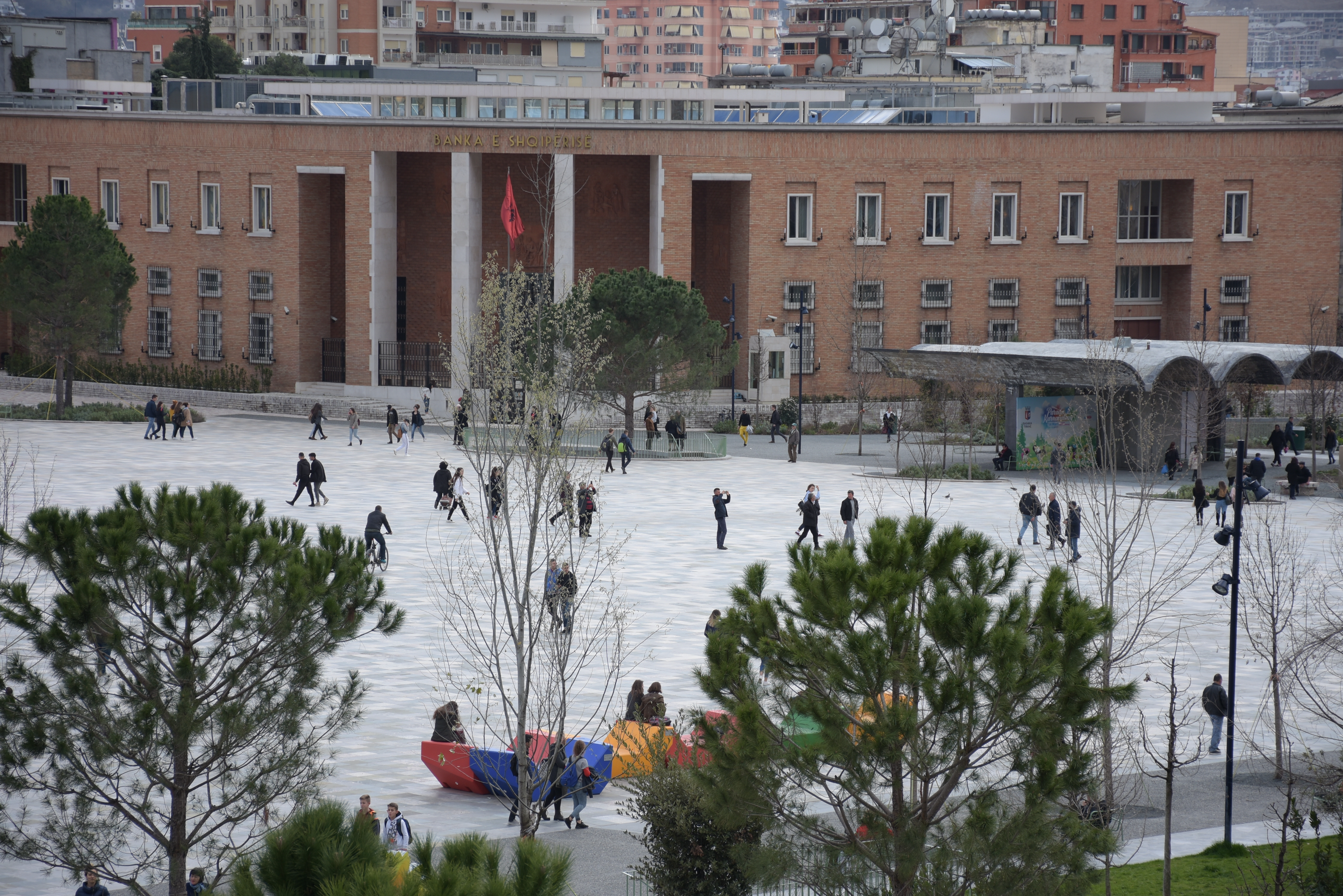
بنك ألبانيا
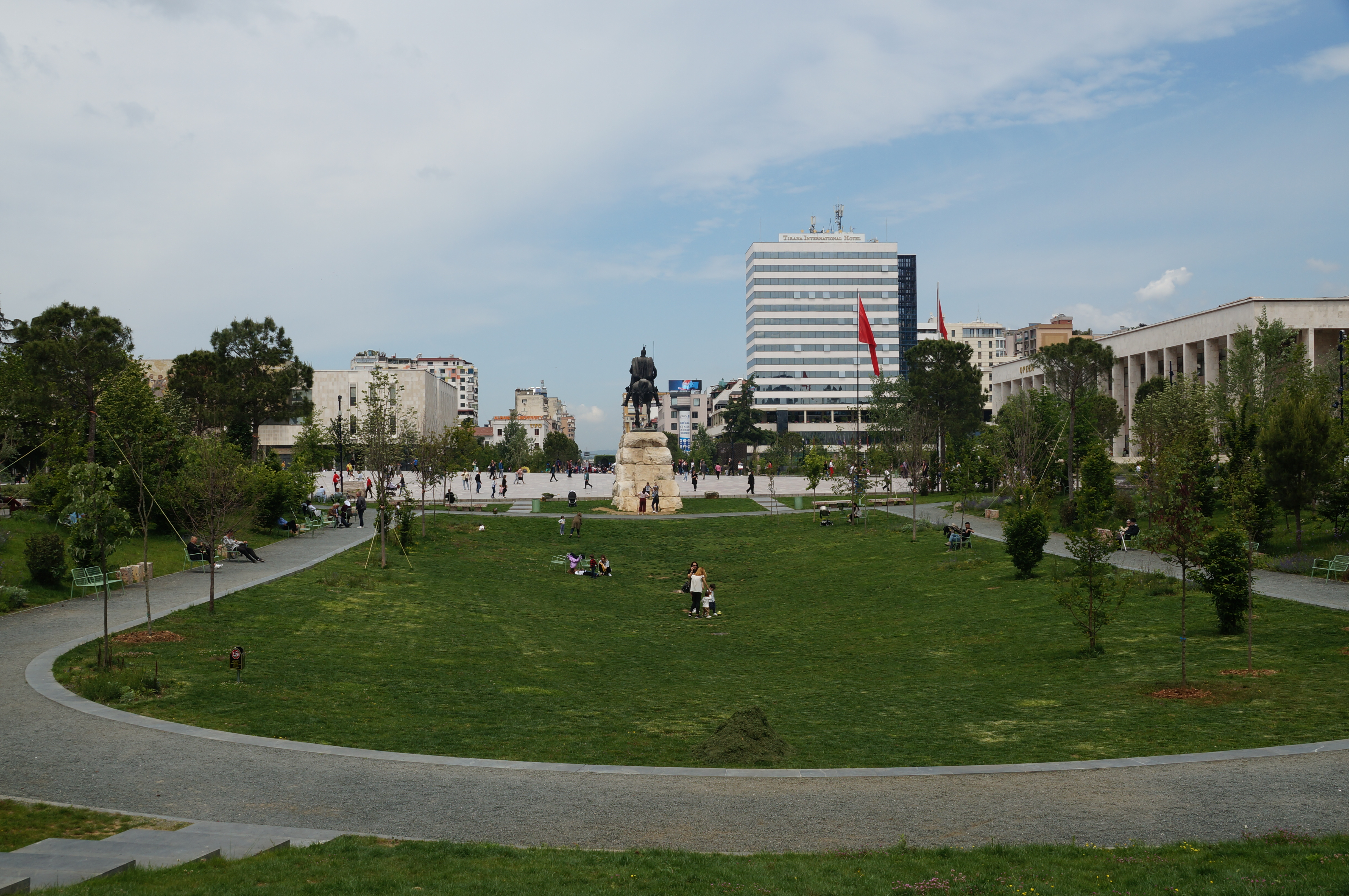
حديقة أوروبا
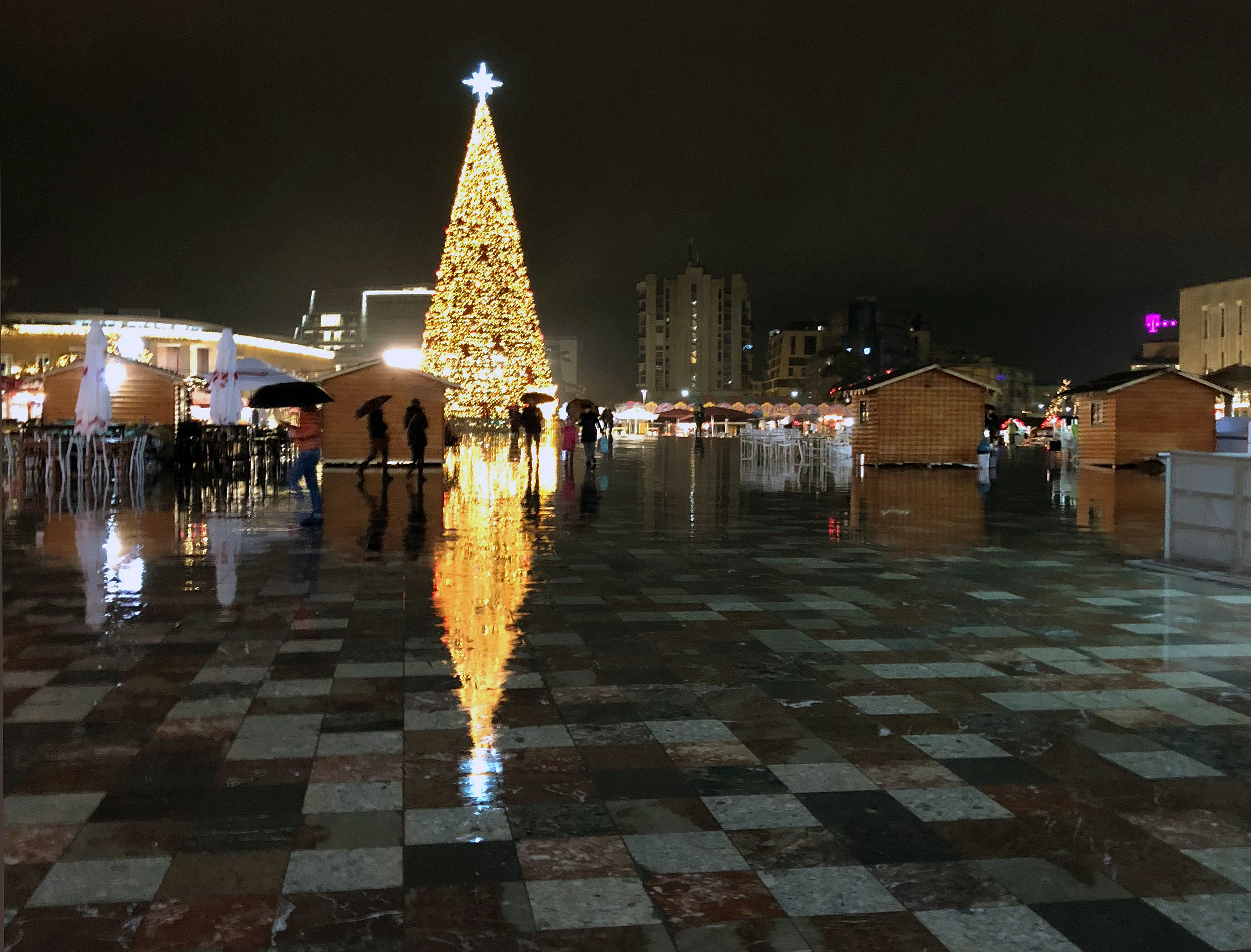
شجرة عيد الميلاد في ميدان إسكندر بك
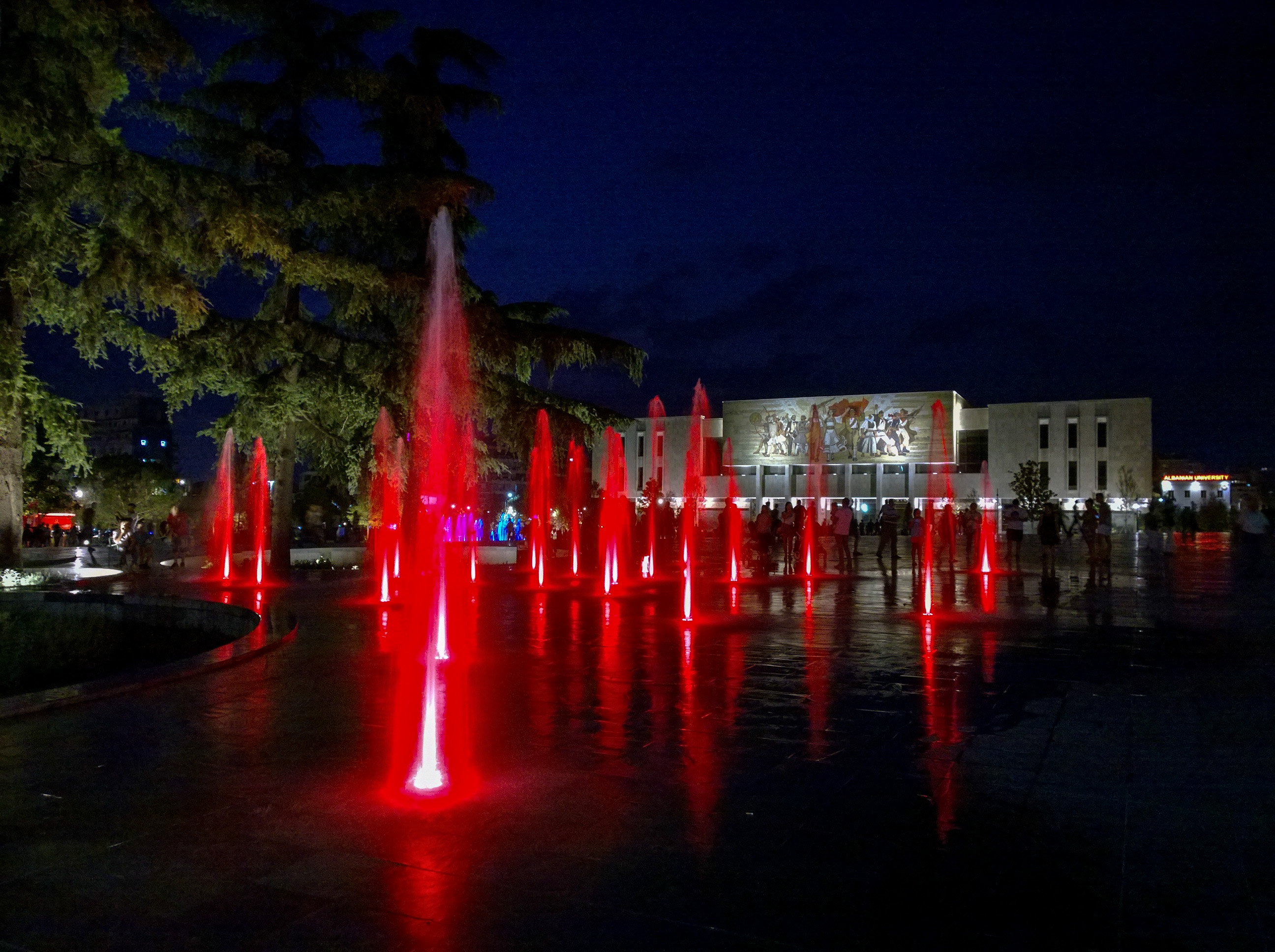
نوافير ملونة في الليل
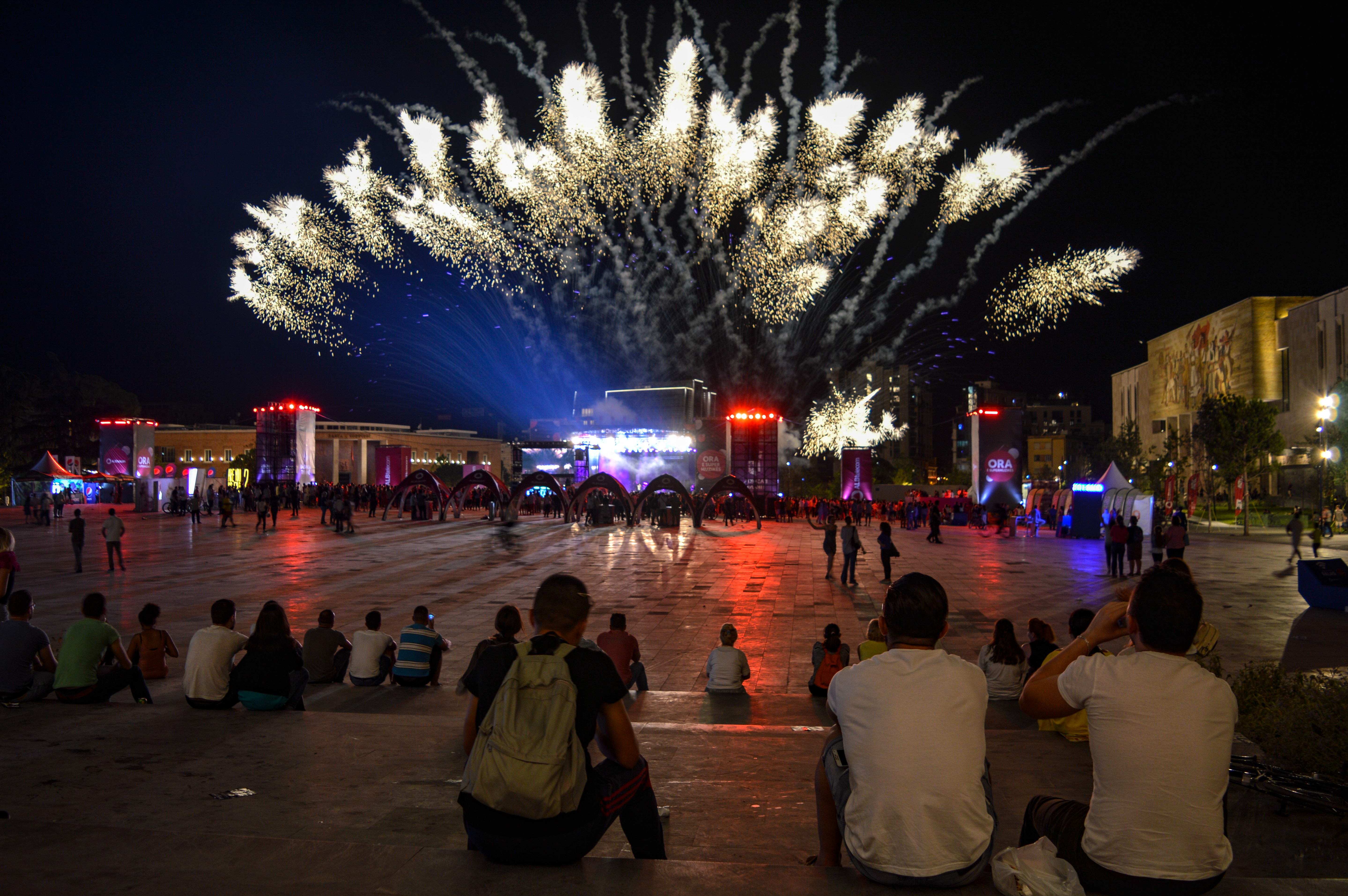
حفل موسيقى ارمال ميتا  [لغات أخرى]‏
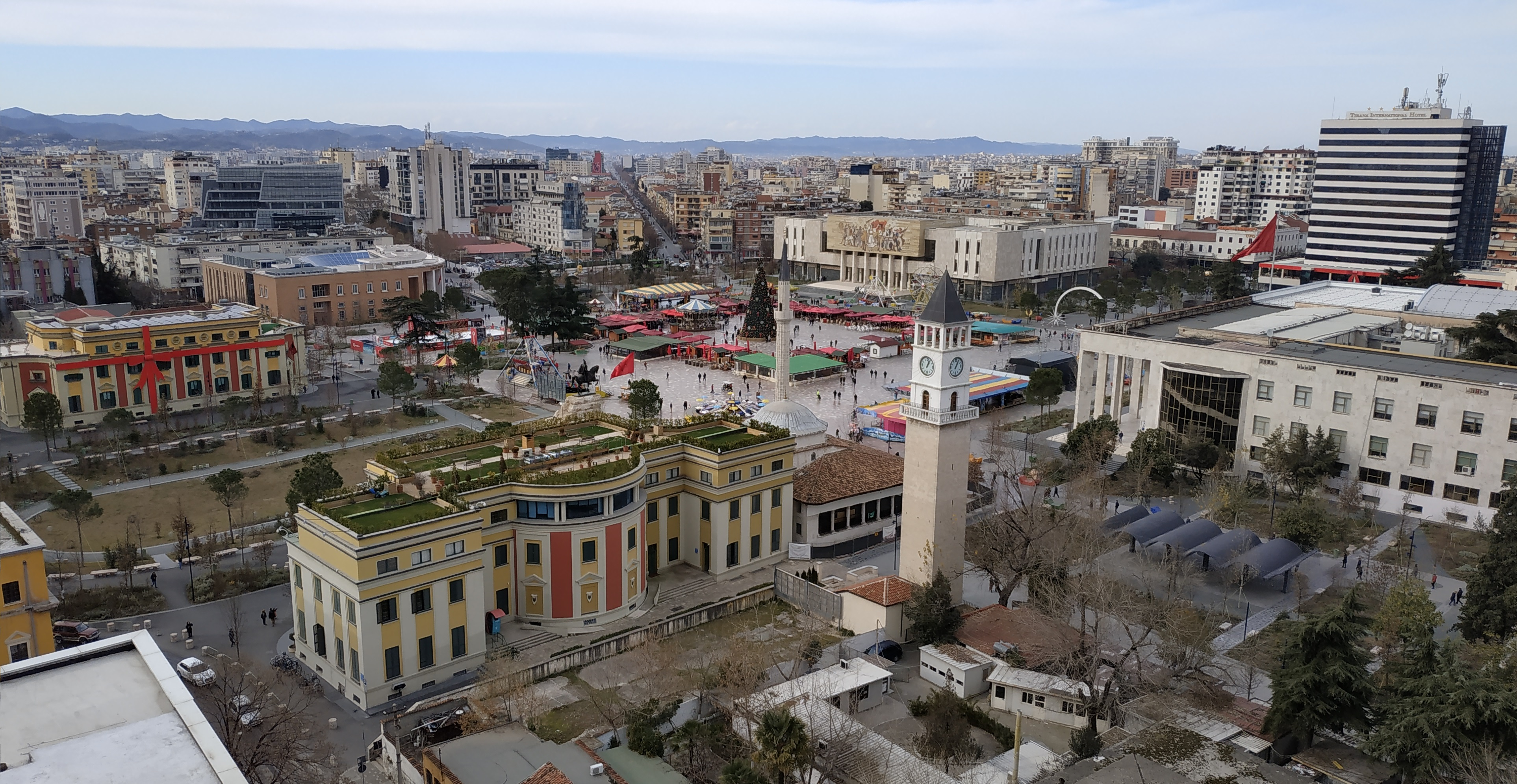
منظر سوق عيد الميلاد من الأعلى
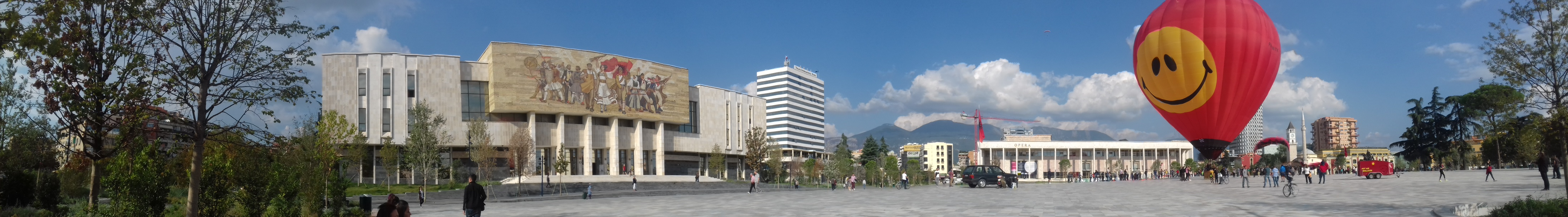
ساحة إسكندر بك في حملة سمايل ألبانيا لتسويق السياحة